# Bataille de Tapae
Guerres daciques de Domitien et de Trajan
Batailles
Batailles de Tapae (86, 88, 101)
Bataille d'Adamclisi (hiver 101/102)
Siège de Sarmizégétuse (106)
Les batailles de Tapae opposent les Daces de Décébale à l'Empire romain sous les règnes de Domitien et Trajan sur le lieu d'un passage vers la capitale dace de Sarmizegetusa et les forteresses daces des monts d'Orastie.
Antérieurement, le préfet du prétoire Cornelius Fuscus avait organisé en 86 une expédition punitive à la suite de l'invasion dace de la Mésie romaine en 85, mais avait subi une défaite écrasante probablement déjà près de Tapae. La «seconde bataille de Tapae » est une victoire de Lucius Tettius Iulianus qui renonce ensuite à pousser son avantage en marchant  sur la capitale dace de Sarmizegetusa, probablement en raison d'intempéries. Ces deux batailles se placent dans la guerre dacique de Domitien de 85 à 89. En l'an 101, lors de la première campagne dacique de Trajan, ce dernier sort victorieux de la «troisième bataille de Tapae », mais ne peut marcher sur Sarmizegetusa avec l'approche de l’hiver, cependant il maintient l'occupation militaire du site de Tapae.

## Localisation de Tapae
Tapae se situe dans l'actuelle Transylvanie en Roumanie, entre les villages actuels de Băuțar et Sarmizegetusa (ancienne ville d'Ulpia Traiana Sarmizegetusa bâtie par les romains, à ne pas confondre avec la capitale des daces Sarmizegetusa). 
À l’époque daco-romaine c'est un des passages (nommé "Portes de Fer" par les daces, à ne pas confondre avec les Portes de Fer sur le Danube) depuis les territoires romains vers Sarmizegetusa (qui fait partie des forteresses des monts d'Orastie).

## Lors de la guerre dacique de Domitien

### Défaite de Cornelius Fuscus (86)
En l'an 85 les daces franchissent le Danube et attaquent la province romaine de Mésie. Le gouverneur Caius Oppius Sabinus va à la rencontre de l’armée dace mais est battu probablement près d' Adamclisi. De nombreuses fortifications et garnisons du  limes mesique sont anéanties. Seuls les camps légionnaires d' Oescus et Novae réussissent à se défendre avec succès. L'empereur Domitien réunit une armée et marche immédiatement vers le théâtre des opérations avec la garde prétorienne du préfet du prétoire Cornelius Fuscus.
En 86, Domitien ayant pu rétablir l’ordre dans la province de Mésie, décide de venger l’honneur romain et lance un raid punitif au-delà du Danube, nommant commandant en chef de l’expédition Cornelius Fuscus. 
L’endroit où l'armée romaine traverse le fleuve n’est pas connu, mais on suppose qu’il s’agit de la même voie suivie quelques années après par Trajan durant sa première campagne dacique. L'avancée romaine est arrêtée près de Tapae où elle subit une cuisante défaite, Cornelius Fuscus y perdant la vie. La défaite est tellement grave qu'elle a pu être comparée à celle subie par Publius Quintilius Varus quatre-vingt années plus tôt lors de la Bataille de Teutobourg. L' armée romaine subit encore des pertes durant sa retraite. Dans le butin des daces se trouve un étendard militaire, un aigle légionnaire ou plus probablement une enseigne des prétoriens. Cependant Tacite,  dans son De vita et moribus Iulii Agricolae, minimise le nombre des pertes romaines.

### Première bataille de Tapae (88)
La guerre est reprise en l'an 88 après un an de préparatifs. Domitien nomme comme nouveau commandant en chef, Lucius Tettius Iulianus lequel, traverse le Danube, probablement en face de la forteresse légionnaire de Viminacium, réussit, à l’automne suivant, à rejoindre la plaine de Caransebeş, en face des Portes de Fer, après une marche d’approche épuisante sur plusieurs colonnes, rendue difficile par les attaques continues des Daces. 
Près de la localité appelée Tapae se déroule une grande bataille, suivie par la défaite des Daces. Iulianus, toutefois, ne marche pas sur la capitale ennemie de Sarmizégétuse. Selon Dion Cassius, il est retenu par un stratagème de Décébale qui aurait coupé des troncs d’arbre en les habillant en soldats bien armés et après les avoir positionnés en défense de la capitale de la Dacie, réussit à conduire les Romains à renoncer à avancer en territoire ennemi. 
On peut penser qu’il y a d’autres motifs pour lesquels Lucius Tettius Iulianus reporte ultérieurement l’avance. La raison principale serait la difficulté de traverser les Portes de Fer à une période proche de l’hiver, et d’être obligé de supporter un séjour en territoire dace jusqu’au printemps suivant, en préparation d’une marche l’année suivante sur Sarmizegetusa.

## Lors des guerres daciques de Trajan

### Deuxième bataille de Tapae (101)

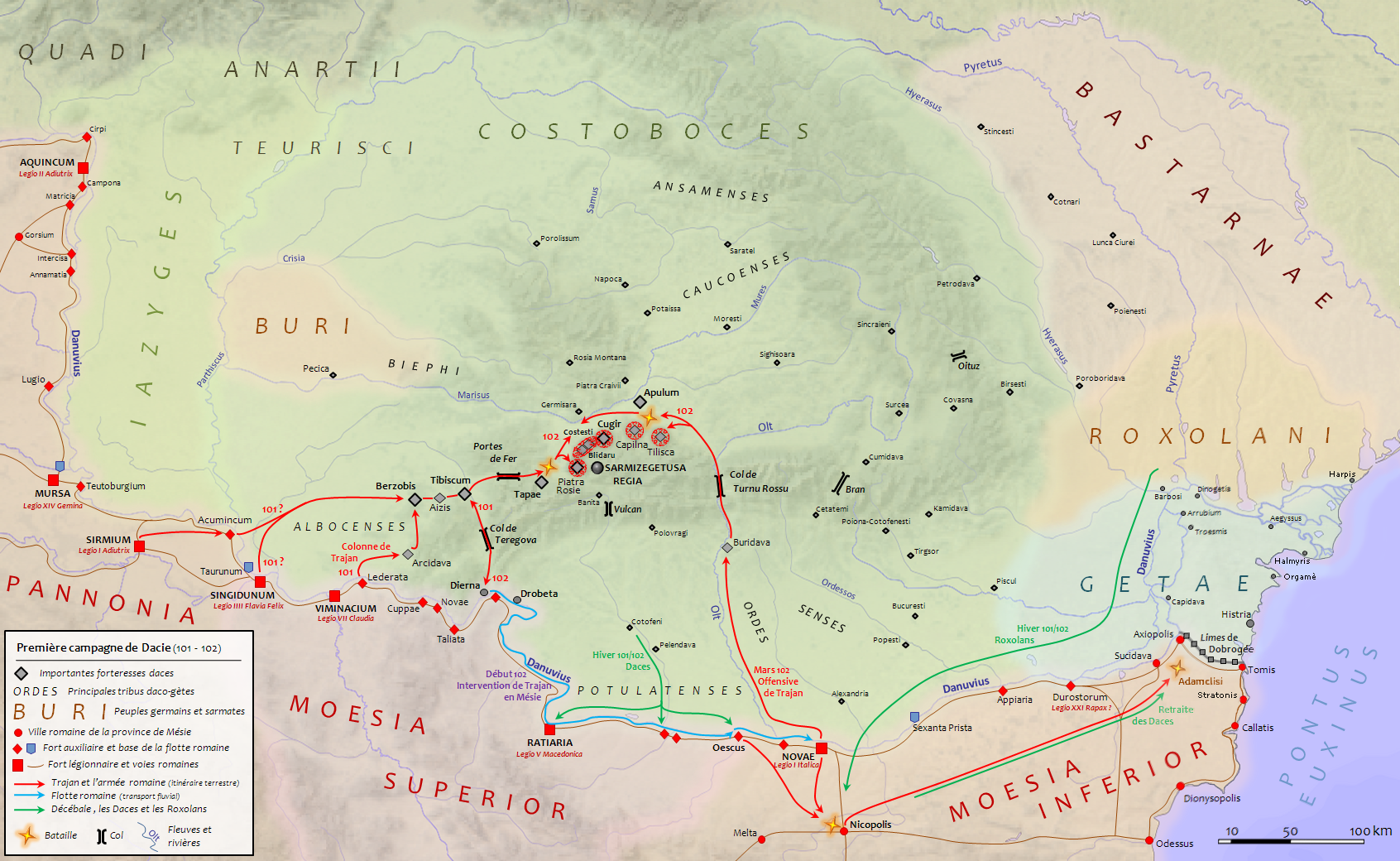
La première expédition de Trajan en Dacie, en 101 et 102.

En l'an 101, après avoir traversé le Danube, l’armée romaine de Trajan progresse en territoire dace sans rencontrer une grande résistance. Les Daces adoptent une tactique de retraite vers l’intérieur du pays, reculant au fur et à mesure que l’armée romaine avance, reprenant la même stratégie que lors de la campagne de Cornelius Fuscus en 86. Les Daces espèrent ainsi forcer les Romains à quitter leurs lignes de communications et d’approvisionnement et les isoler dans les montagnes transylvaines. Les reliefs de la colonne montrent des forteresses désertes, des troupeaux anéantis, des collines abandonnées. Au cours de cette approche, aucune affrontement sérieux n’est signalé.
Malgré tout, Trajan, bien que n’ayant rencontré aucune résistance, continue à progresser vers l’intérieur du royaume avec précaution, craignant les embuscades. L’avancée de l’armée s’accompagne de la construction de routes, de ponts et de forts le long du chemin. Jusqu’à la Tapae, unique bataille de cette première campagne, Décébale évite tout affrontement armé.
Après avoir atteint Tibiscum, qui ressemble au nom actuel de Timiș, apparemment sans combat sérieux, Trajan établit un campement avant d’attaquer les forteresses daces protégeant le passage des Portes de Fer. L’armée romaine engage alors le combat contre l’armée dace à Tapae. Celle-ci, comme le montrent les reliefs de la colonne Trajane, tourne en faveur des Romains, après des combats acharnés.
Il ne s’agit pas pour autant d’un combat décisif, les Daces pouvant encore se replier dans les bastions des monts d’Orastie, bloquant ainsi la route menant à Sarmizégétuse.
L’arrivée de l’hiver rend imprudent une attaque de ces forteresses. C'est la trêve hivernale. L'arrivée de l'hiver marque l'arrêt des manœuvres. Trajan fait hiverner ses troupes en territoire ennemi et établit des garnisons autour de Sarmizégétuse, empêchant son ravitaillement.